# 5-й армейский корпус (Босния и Герцеговина)
5-й корпус Армии Республики Босния и Герцеговина (босн. Peti korpus Armije RBiH) — воинское подразделение Армии Республики Босния и Герцеговина, участвовавшее в Боснийской войне.

## История
В начале Боснийской войны на многих территориях Боснии и Герцеговины стали образовываться вооружённые отряды. Первым из таких отрядов стала 101-я отдельная мусульманская краинская бригада, созданная 9 апреля 1992 года в деревне Ковачевич общины Цазин. После этого началось образование подобных воинских подразделений: в Бихаче 19 июля были созданы сразу две (1-я и 2-я) пехотные бригады. В августе в Цазине появилась 1-я цазинская, в Бужиме 15 августа была образована 105-я бужимская краинская пехотная бригада (позднее 505-я рыцарская горная бригада). Все эти подразделения составили костяк 5-го армейского корпуса и будущей Армии Республики Боснии и Герцеговины.
Количества добровольцев для АРБиГ хватало с избытком, однако у солдат были серьёзные проблемы в плане материально-технического снабжения, к тому же части не подчинялись какому-то единому центру. Вследствие отсутствия какого-то единого штаба боснийцы не могли предпринимать решительные действия. 29 июля 1992 года приказом Штаба Верховного командования Вооружённых сил Республики Боснии и Герцеговины было решено образовать Унскую оперативную группу, которая появилась 13 августа. Она приняла на себя командование всеми частями и чуть позже была переименована в Унско-Санскую группу. 18 августа 1992 Правительство Республики Боснии и Герцеговины постановило образовать армейский корпус и одновременно назначить командующим группой Рамиза Дрековича, а заместителем и начальником штаба — Рамиза Дураковича.
29 сентября 1992 года Штаб Верховного командования РБиГ издал распоряжение 02-111-738/92, по которому образовывался 5-й армейский корпус Армии РБиГ со штабом в Бихаче. Из-за чрезвычайного положения в окрестностях города и на территории общины приказ был выполнен только 21 октября, что и считается официальной датой образования корпуса. В его состав вошли все солдаты и офицеры из Унско-Санской оперативной группы, в состав которой и входили все пехотные бригады и части Окружного штаба Территориальной обороны Бихача. Командующим изначально должен был стать майор Хайрудин Османагич, но это распоряжение вскоре отменили и назначили на место командира Рамиза Дрековича. Помощником по моральной подготовке стал Эюб Топич, главой службы безопасности — Сакиб Буткович, главой отдела логистики — Бечир Сировина.
Бихачский округ в дни формирования корпуса находился в непростой ситуации из-за критического недостатка оружия, боеприпасов, продовольствия и медикаментов. Кратчайшее расстояние от Бихача до освобождённой боснийцами территории составляло 100 км при 30 км до удерживаемой Армией Хорватии Великой-Кладуши, однако хорваты не пытались даже помочь прорвать блокаду Бихача. После назначения генерала Дрековича на должность командира 4-м корпусом командовать 5-м корпусом с 1 ноября 1993 стал генерал Атиф Дудакович, который и был командиром корпуса до его расформирования 28 ноября 1997.
5-й корпус участвовал в ряде важнейших операций боснийской армии, среди которых выделяются операции «Тигр 94» (разгром сил Автономной области Западной Боснии) и «Буря» (сокрушительное поражение войск Республики Сербской). Очень часто 5-й корпус иностранные СМИ из уважения к солдатам называли 5-й армией.

## Командующие
Штаб корпуса: 28 старших офицеров, 2 младших офицера, 42 солдата.
- 1-й командир: капитан 1 класса Рамиз Дрекович (21 октября 1992 — 1 ноября 1993)
- 2-й командир: бригадный генерал Атиф Дудакович (1 ноября 1993 — 28 ноября 1997)
- 1-й начальник штаба: майор Рамиз Дуракович
- 2-й начальник штаба: майор Мирсад Седич
- Помощник по моральной подготовке: Эюб Топич
- Помощник по безопасности: Сакиб Буткович
- Глава отдела логистики: Бечир Сировина

## Структура

### На момент образования
В состав корпуса входили следующие подразделения в день образования:
| Подразделение                                          | Старшие офицеры | Младшие офицеры | Солдаты | Всего |
| ------------------------------------------------------ | --------------- | --------------- | ------- | ----- |
| Командование корпуса                                   | 28              | 2               | 42      | 72    |
| 1-я бихачская пехотная бригада                         | 85              | 121             | 1131    | 1337  |
| 2-я бихачская мусульманско-хорватская пехотная бригада | 83              | 120             | 1136    | 1339  |
| 1-я цазинская пехотная бригада                         | 79              | 112             | 1118    | 1309  |
| 105-я бужимская пехотная бригада                       | 97              | 140             | 1215    | 1452  |
| 101-я мусульманская краинская бригада                  | 20              | 10              | 690     | 720   |
| 111-я босанскокрупская пехотная бригада                | 103             | 150             | 1439    | 1692  |
| 1-я великокладушская пехотная бригада                  | 50              | 81              | 748     | 879   |
| 5-й батальон военной полиции                           | 17              | 12              | 272     | 301   |
| 5-я смешанная артиллерийская батарея                   | 10              | 22              | 72      | 104   |
| 5-я инженерная рота                                    | 10              | 7               | 32      | 49    |
| 5-я танковая рота                                      | 1               | 3               | 31      | 35    |
| 5-я смешанная лёгкая батарея                           | 2               | 8               | 35      | 45    |
| Отряд специального назначения                          | 12              | 15              | 421     | 448   |
| 5-я база логистики                                     | 21              | 26              | 323     | 370   |
| Итого                                                  | 618             | 829             | 8705    | 10152 |

### На конец войны
| Подразделение                  | Командир          | Звание       |
| ------------------------------ | ----------------- | ------------ |
| 501-я славная горная бригада   | Сенад Шарганович  | бригадир     |
| 502-я рыцарская горная бригада | Хамдо Абдич       | полковник    |
| 503-я славная горная бригада   | Мухамед Делалич   | бригадир     |
| 505-я Бужимская бригада        | Изет Нанич        | бригадир     |
| 506-я бригада                  | Мирсад Мирькович  | майор        |
| 511-я славная горная бригада   | Мирсад Седич      | майор        |
| 517-я бригада                  | Ибрагим Надаревич | майор        |
| 101-я бригада ХВО              | Гргич             | подполковник |